# Marcos Siebert
Marcos Siebert (Mar del Plata, 16 de março de 1996) é um automobilista argentino. Ele foi o campeão italiano de Fórmula 4 na temporada de 2016.

## Carreira

### GP3 Series
Em 2015, Siebert se juntou a Jenzer para os testes de pós-temporada da GP3 Series em Yas Marina e para atuar como seu piloto reserva em 2016. Em novembro de 2016, ele novamente participou dos testes de pós-temporada com Jenzer e Trident Racing. Em março de 2017, Siebert se juntou a Campos Racing para os testes de pré-temporada no Estoril, em sua preparação para a disputa da temporada de 2017.